# Una rabbia nuova
Una rabbia nuova (in inglese, A Kind of Anger) è un romanzo dell'autore britannico Eric Ambler, edito nel 1964. Ambientato tra la Svizzera e la Francia, il romanzo è uno dei classici thriller di Ambler, arricchito da elementi di commedia.
In italiano è stato tradotto per la prima volta da Roberta Rambelli nel 1965.

## Trama
Un'auto sfreccia lungo il vialetto di una villa isolata nei pressi di Zurigo, si schianta contro un camion, ma prosegue senza fermarsi. Quando la polizia indaga, trova all'interno della villa il corpo di un generale iracheno in esilio. Il generale è stato torturato e colpito da tre proiettili, la casa è stata completamente messa a soqquadro. I testimoni affermano che l'auto in fuga era guidata da una giovane donna molto bella.
Il giornalista olandese Piet Maas riceve l'incarico dal suo caporedattore dell'immaginario settimanale World Reporter di rintracciare la misteriosa donna – di nome Lucia Bernardi e identificata come l'amante del generale – e ottenere un racconto degli avvenimenti. Dopo una lunga indagine, riesce a trovarla e scopre che il generale era al centro di una rivolta pianificata da nazionalisti curdi in Iraq. Il generale aveva preso appunti dettagliati sull'insurrezione e, proprio per impadronirsi di quei documenti riservati, i suoi assassini avevano fatto irruzione nella villa. Durante l'assalto, Lucia era riuscita a nascondersi, sfuggendo ai killer, e infine a fuggire dalla villa portando con sé i documenti.
Si scopre che all'interno del movimento curdo ci sono disaccordi: alcuni vogliono proseguire con la rivolta, altri la considerano troppo pericolosa e cercano di impedirla. Inoltre il governo iracheno vuole conoscere i dettagli della cospirazione, così come una compagnia petrolifera italiana, che ha offerto alla nuova amministrazione curda una percentuale di guadagno più favorevole in cambio del permesso di prendere il posto delle compagnie petrolifere britanniche e americane attualmente operative in Kurdistan.
Tutti questi attori, insieme ai loro agenti, si mettono quindi sulle tracce di Lucia, che è in fuga e teme per la propria vita.
Dopo aver inviato un rapporto al suo caporedattore, Piet Maas lascia il settimanale per allearsi con Lucia Bernardi e complotta insieme a lei per vendere gli appunti al miglior offerente. Il romanzo descrive in dettaglio le telefonate anonime, i rifugi sicuri, le false identità elaborate e gli incontri clandestini necessari per portare a termine il piano, includendo diverse scene cariche di tensione. Nell'atto finale, Piet e Lucia si avvalgono dell'aiuto di un truffatore con cui Lucia aveva lavorato in passato e riescono a ottenere un pagamento non da uno, ma da due agenti rivali, sistemano le cose con la polizia e riabilitano Maas presso i suoi datori di lavoro, prima di partire con il bottino.

## Edizioni
- Eric Ambler, Una rabbia nuova, traduzione di Roberta Rambelli, Milano, Bompiani, 1965.
- Eric Ambler, Una rabbia nuova, Milano, Mondadori, 1993.